# Liolaemus curis
Liolaemus curis är en ödleart som beskrevs av  Núñez och LABRA 1985. Liolaemus curis ingår i släktet Liolaemus och familjen Tropiduridae. IUCN kategoriserar arten globalt som otillräckligt studerad. Inga underarter finns listade i Catalogue of Life.